# Hällsjön (Borgsjö socken, Medelpad, 691930-150231)
Hällsjön är en sjö i Ånge kommun i Medelpad och ingår i Ljungans huvudavrinningsområde. Sjön har en area på 0,188 kvadratkilometer och ligger 383 meter över havet.

## Delavrinningsområde
Hällsjön ingår i det delavrinningsområde (692121-150049) som SMHI kallar för Mynnar i Granån. Medelhöjden är 420 meter över havet och ytan är 22,13 kvadratkilometer. Det finns inga avrinningsområden uppströms utan avrinningsområdet är högsta punkten. Möckelbäcken som avvattnar avrinningsområdet har biflödesordning 3, vilket innebär att vattnet flödar genom totalt 3 vattendrag innan det når havet efter 109 kilometer. Avrinningsområdet består mestadels av skog (92 procent). Avrinningsområdet har 0,27 kvadratkilometer vattenytor vilket ger det en sjöprocent på 1,2 procent.